# Fritz Bleyl

plakat wystawy grupy Die Brücke z roku 1906

Fritz Bleyl właściwie Hilmar Friedrich Wilhelm Bleyl (ur. 8 października 1880 w Zwickau, zm. 19 sierpnia 1966 w Bad Iburg koło Osnabrück) – niemiecki architekt i malarz należący do nurtu ekspresjonizmu w sztuce niemieckiej.

## Życiorys
W roku 1901 rozpoczął wraz z Ernstem Ludwikiem Kirchnerem studia na wydziale architektury Politechniki Drezdeńskiej. 7 czerwca 1905 założył wraz z Kirchnerem, Erichem Heckelem i Karlem Schmitt-Rottluffem ugrupowanie artystyczne Die Brücke (Most). Po dwóch latach opuścił grupę i rozpoczął pracę nauczyciela rysunków. W 1909 zamieszkał we Freibergu w Saksonii. W latach 1910–1912 pracował u drezdeńskiego architekta Ernsta Kühna, potem do 1914 w pracowni w Rostocku. W 1919 uzyskał status Studienrata, a w 1940 status Baurata. Po II wojnie światowej został wykładowcą berlińskiej Szkoły Rzemiosł Budowlanych.
W latach 1948–1949 mieszkał w rodzinnym Zwickau, potem zamieszkał w Knechtsteden w Nadrenii, w 1952 przeprowadził się do Schlebusch koło Kolonii. W 1958 zamieszkał w Lugano i pozostał tam do końca życia.